# Bitwa nad Seretem

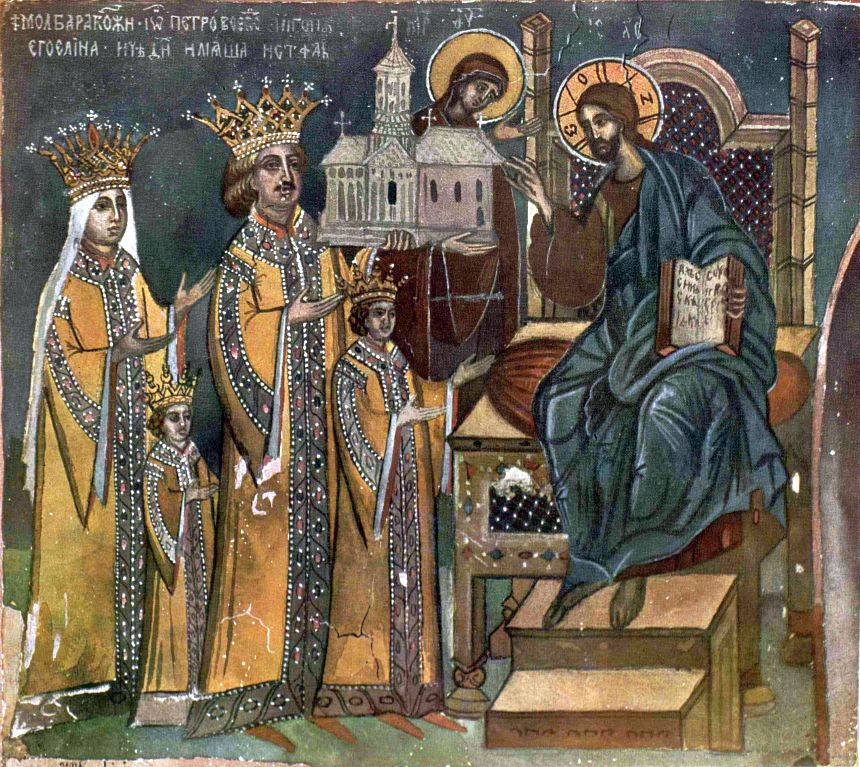
Piotr Raresz, zwany Petryła, hospodar Mołdawii

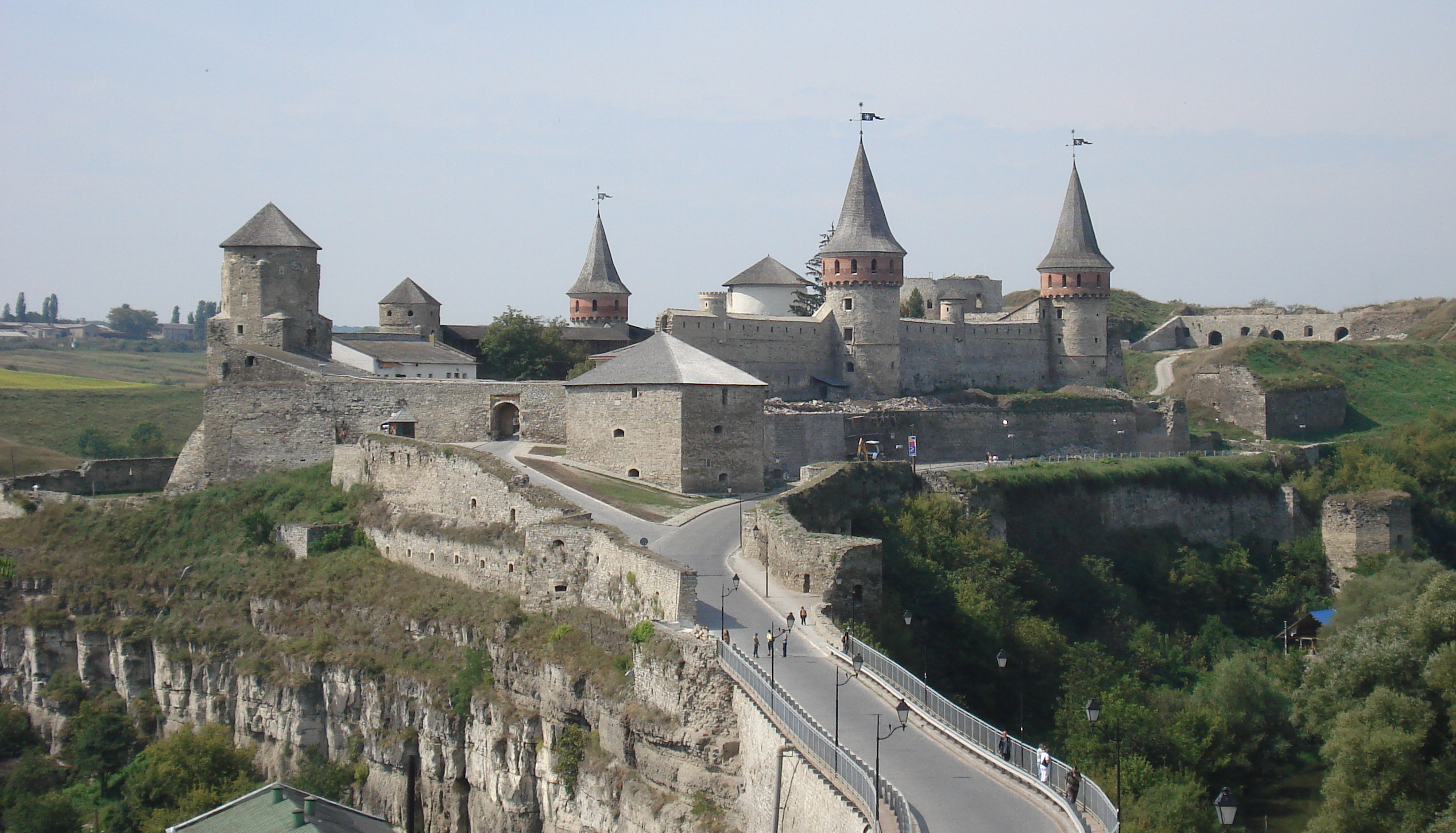
Twierdza w Kamieńcu Podolskim

Bitwa nad Seretem – bitwa stoczona 1 lutego 1538 między polskimi wojskami obrony potocznej dowodzonymi przez strażnika polnego koronnego Mikołaja Sieniawskiego a armią hospodara mołdawskiego Piotra Raresza, zakończona klęską Polaków. Była jednym z ostatnich starć zbrojnych w okresie wojen polsko-mołdawskich o Pokucie, w czasie panowania w Mołdawii Piotra Raresza.
Niewykorzystanie polityczne i militarne zwycięstwa w bitwie pod Obertynem (22 sierpnia 1531 roku) spowodowało, że walki o Pokucie z Piotrem Rareszem trwały jeszcze niemal siedem lat. Najazdy mołdawskie w sierpniu i zimą 1535 oraz w lutym 1536 roku sprawiły, że król Zygmunt Stary postanowił zakończyć problemy na granicy mołdawskiej. W styczniu 1537 roku w czasie sejmu krakowskiego zwiększono liczebność obrony potocznej, 19 lutego wypowiedziano wojnę Rareszowi zwołując pospolite ruszenie na 2 lipca, jako punkt zborny wojsk szlacheckich wyznaczono Trembowlę. Do większych działań zbrojnych jednak nie doszło, spowodował to rokosz szlachty pod Lwowem (tzw. wojna kokosza), dlatego zrezygnowano z działań zaczepnych. Przy granicy mołdawskiej operował 2-tysięczny korpus jazdy obrony potocznej pod dowództwem Mikołaja Sieniawskiego i kasztelana połanieckiego Andrzeja Tęczyńskiego. W listopadzie 1537 roku Sieniawski wkroczył na teren Mołdawii spustoszył i spalił przygraniczne Czerniowce, Botuszany oraz pobliskie wsie.
W styczniu 1538 roku Raresz przeprowadził wyprawę odwetową i na czele 20-tysięcznej armii wtargnął na Podole, zniszczył Czerwone, Jagielnicę oraz wiele wsi w tym regionie, próbował zdobyć zamek w Czarnokozińcach po czym zawrócił, minął Kamieniec Podolski, dotarł do Zinkowa nad Uszycą, miasto zdobył i spalił. Mołdawianie spalili też Satanów nad Zbruczem. W tym czasie wojska obrony potocznej przebywały na zimowych leżach w miasteczkach królewskich na południu ziem ruskich. Po informacjach o najeździe mołdawskim, w okolicach Trembowli zebrano 17 chorągwi jazdy obrony potocznej (ok. 1800 koni). Wojska polskie nie były w pełni przygotowane do walk w okresie zimowym, m.in. konie polskie nie były podkute, a działania wojenne prowadzono przy dużym oblodzeniu. Słabe było też rozpoznanie. Wojskiem dowodzili strażnik polny koronny Mikołaj Sieniawski i Andrzej Tęczyński. Mimo olbrzymiej, bo ponad dziesięciokrotnej przewagi wroga, postanowiono stoczyć bitwę. Zdecydowano stawić czoła armii mołdawskiej podczas przeprawy przez Seret, w zakolu tej rzeki na południe od Trembowli, w okolicach wsi Dolina i Kobyłowłoki. Armia Raresza uszykowała się do bitwy na wzgórzu na lewym brzegu rzeki. Chorągwie polskie podzielone na dwie kolumny rozstawiły się blisko Seretu, nad jego urwistym brzegiem. Prawym skrzydłem dowodził Sieniawski, lewym zaś Tęczyński, którzy, mimo iż nie wszystkie chorągwie przybyły na miejsce, postanowili walczyć: bo im się już nazad nie godziło ustępować, a drugie roty za nimi przyciągały powoli
Sam przebieg bitwy nie jest dokładnie znany. Prawdopodobnie doszło do oskrzydlenia wojsk polskich. Po silnym ostrzale z łuków i ataku mołdawskich palcuri, jazda polska została zepchnięta nad strome urwisko Seretu. Polacy znaleźli się w matni, część jeźdźców spadło do jaru, a ci, którym udało się zjechać, przeprawili się przez zamarznięty Seret. Klęska była zupełna, zginęli rotmistrzowie Pilecki i Węgliński, 60 towarzyszy i ponad 800 pocztowych, ogółem około 900 walczących. Wielu żołnierzy trafiło do niewoli, m.in. rotmistrz Maciej Włodek. Największe straty, ponad 1/5 stanu osobowego, zanotowano w chorągwiach Jakuba Potockiego, Wojciecha Starzechowskiego i Macieja Włodka. Tęczyński z częścią ocalałych żołnierzy wycofał się do zamku w Trembowli.
Kronikarz Marcin Bielski winą za pogrom obciążył Sieniawskiego i Tęczyńskiego, klęskę przypisywano niezgodzie sprawców naszych, że jedni drugich nie słuchali, ani też czekali.

Na pewno dużym błędem dowódczym była sama decyzja o podjęciu walki z tak licznym przeciwnikiem, w niedogodnym miejscu, w terenie silnie pofałdowanym, miejscami  stromym  i oblodzonym, w którym lekka jazda mołdawska górowała nad posiadającą cięższe uzbrojenie kawalerią polską, która ponadto dosiadała niepodkutych koni. Wspomina się także o niespójnym dowodzeniu, formalnie dowodził strażnik polny Sieniawski, ale duży wpływ na dowodzenie miał kasztelan Andrzej Tęczyński, który miał podważać kompetencje i decyzje Sieniawskiego.
Straty mołdawskie także musiały być duże, ponieważ Raresz zaprzestał dalszego łupienia kresów polskich i wycofał się za Dniestr do Mołdawii.